# Aftershock Festival
Das Aftershock Festival ist ein seit 2012 mehrtägig veranstaltetes Musikfestival, dass im Discover Park in der Nähe von Sacramento im US-Bundesstaat Kalifornien ausgetragen wird.

## Geschichte
Das Aftershock Festival wurde erstmals im Jahr 2012 im Discovery Park in der Nähe von Sacramento ausgetragen. Zunächst fand das Musikfestival, welches sich auf Rock, Punk und Metal sowie deren Subgenres spezialisiert hat, eintägig statt. Veranstalter des Musikevents ist Danny Wimmer, welcher auch das Rock on the Range, das Carolina Rebellion, das Epicenter Festival, das Rockwave Festival und die Rock Allegiance Tour organisiert.
2012 bestand das Lineup des Festivals unter anderem aus Stone Temple Pilots, Deftones, Bush, Hollywood Undead, Theory of a Deadman, Oleander und Escape the Fate. 2013 besuchten insgesamt 32.000 Besucher das Festival an beiden Festivaltagen, was Einnahmen von 2,6 Millionen USD suggerierte. Es war damit ausverkauft. Bei der zweiten Ausgabe spielten Bands wie Korn, Avenged Sevenfold, Five Finger Death Punch, Shinedown, Megadeth, Papa Roach und Volbeat. 2014 waren es lediglich 19.000 Festivalbesucher, was unter anderem auch der Hitzewelle an beiden Festivaltagen geschuldet war. Es waren unter anderem Godsmack, Awolnation, The Offspring, Rob Zombie, Seether, Mastodon, Pennywise, Limp Bizkit, Chevelle, Bad Religion und Rise Against.

## Teilnehmende Künstler

### 2012
- Stone Temple Pilots
- Deftones
- Bush
- Hollywood Undead
- Chevelle
- Theory of a Deadman
- Oleander
- Escape the Fate
- Otherwise
- Fallrise
- Stepchild
- Beware of Darkness
- Genimi Syndrome

### 2013
| Samstag, 14. September                                                     |                                                                        |                                                                                                  |
| Monster Energy Stage North                                                 | Monster Energy Stage South                                             | Ernie Ball Stage                                                                                 |
| - Shinedown - Papa Roach - Skillet - P.O.D. - In This Moment - We as Human | - Korn - Megadeth - Buckcherry - Testament - Steel Panther - Otherwise | - Love and Death - Heaven’s Basement - Butcher Babies - Eye Empire - Girl on Fire - Nothing More |

| Sonntag, 15. September                                                                                         |                                                                                              |                                                                |
| Monster Energy Stage North                                                                                     | Monster Energy Stage South                                                                   | Ernie Ball Stage                                               |
| - Avenged Sevenfold - A Day to Remember - Halestorm - Asking Alexandria - Falling in Reverse - Gemini Syndrome | - Five Finger Death Punch - Volbeat - HIM - All That Remains - Airbourne - Hell or Highwater | - Filter - Pop Evil - Soil - Thousand Foot Krutch - Miss May I |

### 2014
| Samstag, 13. September                                                                      |                                                                                                 |                                                             |                                                                   |
| Monster Energy Stage North                                                                  | Monster Energy Stage South                                                                      | Monster Energy Stage East                                   | Coors Light Stage                                                 |
| - Limp Bizkit - Tech N9ne - Black Label Society - Hellyeah - Memphis May Fire - Anti-Mortem | - Weezer - Awolnation - Bad Religion - Pepper - Dead Sara - The Last Internationale - Sleepwave | - The Offspring - Chevelle - Nothing More - Fuel - Islander | - Butcher Babies - Emmure - Eyes Set to Kill - Viza - Dig the Kid |

| Sonntag, 14. September                                                                            |                                                                              |                                                                                           |                                                                           |
| Monster Energy Stage North                                                                        | Monster Energy Stage South                                                   | Monster Energy Stage East                                                                 | Coors Light Stage                                                         |
| - Godsmack - Seether - Theory of a Deadman - Black Stone Cherry - We Are Harlot - Escape the Fate | - Rob Zombie - Rise Against - Pennywise - Of Mice & Men - Atreyu - Otherwise | - Five Finger Death Punch - Mastodon - Buckcherry - We Came as Romans - Kyng - Young Guns | - Lacuna Coil - Unlocking the Truth - New Medicine - Burn Halo - Fallrise |

### 2015
| Samstag, 24. Oktober                                                                               |                                                                                   |                                                                                          |                                                                          |
| Monster Energy Stage North                                                                         | Monster Energy Stage South                                                        | Monster Energy Stage East                                                                | Coors Light Stage                                                        |
| - Slipknot - Bring Me the Horizon - Black Veil Brides - Pop Evil - Suicidal Tendencies - Turbowolf | - Shinedown - Breaking Benjamin - Hollywood Undead - Helmet - Art of Dying - Snot | - Marilyn Manson - Seether - P.O.D. - All That Remains - Red Sun Rising - Devour the Day | - Clutch - Beartooth - Hell or Highwater - September Mourning - RavenEye |

| Sonntag, 25. Oktober                                                                              | | |                                                            |
| Monster Energy Stage North                                                                        | Monster Energy Stage South                                                                                       | Monster Energy Stage East                                                                                      | Coors Light Stage                                          |
| - Faith No More - Coheed and Cambria - All Time Low - Sleeping with Sirens - Issues - One OK Rock | - Deftones - Death from Above 1979 - Eagles of Death Metal - Failure - Highly Suspect - Pink Slips - Death Rogen | - Jane’s Addiction - Stone Temple Pilots ft. Chester Bennington - Yelawolf - Sevendust - The Sword - Neck Deep | - Glassjaw - Red Fang - Madchild - ’68 - Dance Gavin Dance |

### 2016
| Samstag, 8. Oktober                                                                   |                                                                            |                                                                          |
| Monster Energy Stage                                                                  | Discovery Stage                                                            | Capital Stage                                                            |
| - Tool - Primus - The Pretty Reckless - Baroness - Avatar - Whores. - American Sharks | - Slayer - Meshuggah - Anthrax - Motionless in White - Letlive - Big Jesus | - Deafheaven - Face to Face - Drakulas - The Shrine - Æges - Death Angel |

| Samstag, 8. Oktober                                                                                    |                                                           | |
| Monster Energy Stage                                                                                   | Discovery Stage                                           | Capital Stage                                                                                           |
| - Avenged Sevenfold - Disturbed - Chevelle - Parkway Drive - Silver Snakes - The Mendenhall Experiment | - Korn - Puscifer - Ghost - The Amity Affliction - Ignite | - Zakk Sabbath - Max and Igor Cavalera return to Roots - Suicide Silence - Whitechapel - Some Fear None |

### 2017
Abgesagt haben Frank Carter & The Rattlesnakes und Marilyn Manson.
| Samstag, 21. Oktober |                                                                                  |                                                                           |
| Monster Energy Stage | Blackcraft Stage                                                                 | Capital Stage                                                             |
| - Nine Inch Nails - Run the Jewels - Stone Sour - Eagles of Death Metal - Nothing More - Greta Van Fleet - Palaye Royale | - A Perfect Circle - Mastodon - Gojira - Highly Suspect - Anti-Flag - Deap Vally | - Tech N9ne - August Burns Red - Code Orange - He Is Legend - Joyous Wolf |

| Sonntag, 22. Oktober                                                                     | |                                                         |
| Monster Energy Stage                                                                     | Blackcraft Stage                                                                                          | Capital Stage                                           |
| - Ozzy Osbourne - Halestorm - Of Mice & Men - Beartooth - Butcher Babies - New Years Day | - Five Finger Death Punch - In This Moment - Hollywood Undead - Suicidal Tendencies - Starset - Black Map | - Steel Panther - Fozzy - Power Trip - DED - Them Evils |

### 2018
Abgesagt haben die Bad Wolves und Hellyeah.
| Freitag, 13. Oktober                                                         | |                                                                                        |
| Monster Energy Stage                                                         | Discovery Stage                                                                                        | Capital Stage Stage                                                                    |
| - Deftones - 311 - Jonathan Davis - Sevendust - Red Sun Rising - Dirty Honey | - Godsmack - Shinedown - Underoath - Asking Alexandria - The Vinnie Paul Tribute - Hyro Da Hero - Viza | - Gwar - Monster Magnet - Emmure - Stick to Your Guns - Wage War - The Dose - Provoker |

| Samstag, 14. Oktober                                                                                 | |                                                                                       |
| Monster Energy Stage                                                                                 | Discovery Stage | Capital Stage Stage                                                                   |
| - System of a Down - Incubus - At the Drive-In - Bullet for My Valentine - Dorothy - Amigo the Devil | - Alice in Chains - Slash feat. Myles Kennedy & The Conspirators - Seether - Black Veil Brides - Dance Gavin Dance - LAW | - Everlast - The Fever 333 - Plague Vendor - All Them Witches - Slothrust - The Jacks |

### 2019
Abgesagt haben Architects, Broken Hands, Frank Carter & The Rattlesnakes, Joyous Wolf und Poppy.
| Freitag, 11. Oktober                                                                       |                                                                       |                                                                                        |
| Monster Energy Stage                                                                       | Kolas Discovery Stage                                                 | Coors Capital Stage                                                                    |
| - Slipknot - Lamb of God - Dropkick Murphys - I Prevail - Philip H. Anselmo & the Illegals | - Staind - Halestorm - Clutch - Beartooth - Motionless in White - Ded | - Sum 41 - The Interrupters - Knocked Loose - Angel Du$t - The Pink Slips - Santa Cruz |

| Samstag, 12. Oktober                                                                                               |                                                                                      |                                                          |
| Monster Energy Stage                                                                                               | Kolas Discovery Stage                                                                | Coors Capital Stage                                      |
| - Blink-182 - Bring Me the Horizon - Stone Temple Pilots - Highly Suspect - Fishbone - The Parlor Mob - Dead Posey | - Rob Zombie - Marilyn Manson - Bad Religion - Ghostemane - Badflower - Sick Puppies | - Fidlar - Andrew W.K. - Health - Ho99o9 - Spirit Adrift |

| Sonntag, 13. Oktober                                                                 |                                                                   |                                                                           |
| Monster Energy Stage                                                                 | Kolas Discovery Stage                                             | Coors Capital Stage                                                       |
| - Tool - A Day to Remember - Gojira - The Crystal Method - Brkn Love - Blue Midnight | - Korn - Chevelle - Babymetal - Falling in Reverse - New Language | - Deadland Ritual - Fu Manchu - Fire from the Gods - The Hu - Evan Konrad |

### 2020
Das Festival wurde wegen der COVID-19-Pandemie abgesagt.

### 2021
Das Festival wurde auf vier Tage erweitert. Die Bands Faith No More, From Ashes to New und Limp Bizkit waren ursprünglich angekündigt, mussten allerdings absagen.
| Donnerstag, 7. Oktober |                                                         |                                                 |
| Jack Daniel’s Stage    | Kolas Stage                                             | Coors Light Stage                               |
| keine Bands            | - Cypress Hill - Anthrax - Knocked Loose - Destroy Boys | - Testament - Exodus - Death Angel - Oxymorrons |

| Freitag, 8. Oktober                                                       |                                                   | |
| Jack Daniel’s Stage                                                       | Kolas Stage                                       | Coors Light Stage                                                                                   |
| - Metallica - Rancid - Dropkick Murphys - Avatar - Des Rocs - Ayron Jones | - Volbeat - Seether - Skillet - Pop Evil - Crobot | - Suicidal Tendencies - Butcher Babies - Cleopatrick - Black Map - Unity TX - Contracult Collective |

| Samstag, 9. Oktober                                                     |                                                                                       |                                                                                                |
| Jack Daniel’s Stage                                                     | Kolas Stage                                                                           | Coors Light Stage                                                                              |
| - Mudvayne - Gojira - Atreyu - August Burns Red - Ded - The Black Moods | - Misfits - The Offspring - Machine Gun Kelly - Badflower - Bones UK - Blame My Youth | - Body Count - Anti-Flag - Alien Weaponry - South of Eden - Another Day Dawns - American Teeth |

| Sonntag, 10. Oktober                                                                            |                                                                  |                                                                     |
| Jack Daniel’s Stage                                                                             | Kolas Stage                                                      | Coors Light Stage                                                   |
| - Metallica - Social Distortion - Pennywise - Black Veil Brides - Mammoth WVH - The Blue Stones | - Rise Against - Mastodon - In This Moment - Steel Panther - Law | - Yelawolf - Grandson - All Good Things - The Cold Stares - Widow 7 |

### 2022
Das Festival wurde auf vier Bühnen erweitert.
| Donnerstag, 6. Oktober                                                           |                                                                                        |                                                                                         | |
| Jack Daniel’s Stage                                                              | Kolas Stage                                                                            | Coors Light Stage                                                                       | DWPresents Stage                                                                                      |
| - Slipknot - Evanescence - Killswitch Engage - Nothing More - Fever 333 - Vended | - Rob Zombie - Stone Temple Pilots - Ghostemane - Ice Nine Kills - Dead Sara - Solence | - Bad Religion - Alexisonfire - Cherry Bombs - Prong - Taipeh Houston - Ego Kill Talent | - Code Orange - Crown the Empire - Royal & The Serpent - Poorstacy - Against the Current - Superbloom |

| Freitag, 7. Oktober                                              | |                                                                           |                                                                           |
| Jack Daniel’s Stage                                              | Kolas Stage                                                                                          | Coors Light Stage                                                         | DWPresents Stage                                                          |
| - Kiss - Danzig - Falling in Reverse - Clutch - Spiritbox - Aeir | - Lamb of God - Chevelle - Motionless in White - Jeris Johnson - Joey Valence & Brae - Orbit Culture | - Meshuggah - In Flames - Helmet - Mike’s Dead - Archetypes Collide - TBA | - Gwar - Apocalyptica - Nemophila - Set It Off - Twitch Band Winner - TBA |

| Samstag, 8. Oktober                                                                       |                                                                                      |                                                                         |                                                                                            |
| Jack Daniel’s Stage                                                                       | Kolas Stage                                                                          | Coors Light Stage                                                       | DWPresents Stage                                                                           |
| - My Chemical Romance - A Day to Remember - Yungblud - Beartooth - Thursday - Lilith Czar | - Papa Roach - Halestorm - Theory of a Deadman - Thrice - Airbourne - Eva Under Fire | - City Morgue - Ho99o9 - The Chats - Mothica - Trash Boat - As You Were | - The Distillers - L.S. Dunes - Enter Shikari - Zeal & Ardor - Point North - Crooked Teeth |

| Sonntag, 9. Oktober                                                                            |                                                                                                   |                                                                                          |                                                                                            |
| Jack Daniel’s Stage                                                                            | Kolas Stage                                                                                       | Coors Light Stage                                                                        | DWPresents Stage                                                                           |
| - Muse - Bring Me the Horizon - The Pretty Reckless - The Struts - Dirty Honey - New Years Day | - Shinedown - Black Label Society - The Interrupters - Underoath - The Warning - Maggie Lindemann | - Action Bronson - Jelly Roll - Amigo the Devil - Band-Maid - The Alive - The Bobby Less | - Bayside - Carolesdaughter - Classless Act - Jared James Nichols - Bloodywood - Heartsick |

### 2023
Das Festival fand in der Zeit vom 5. – 8. Oktober 2023 statt.
| Donnerstag, 5. Oktober                                                            |                                                                                       |                                                                  |                                                                                            |
| Jack Daniel’s Stage                                                               | Shockwave Stage                                                                       | Coors Light Stage                                                | DWPresents Stage                                                                           |
| - Avenged Sevenfold - Pantera - AFI - Nothing but Thieves - Don Broco - Pinkshift | - Incubus - The Cult - Pennywise - White Reaper - nothing, nowhere. - Holding Absence | - L7 - The Bronx - Beauty School Dropout - Starbenders - Letdown | - Senses Fail - Deathbyromy - Kim Dracula - Kid Kapichi - Static Dress - SeeYouSpaceCowboy |

| Freitag, 6. Oktober                                                                 |                                                                              |                                                                                                |                                                               |
| Jack Daniel’s Stage                                                                 | Shockwave Stage                                                              | Coors Light Stage                                                                              | DWPresents Stage                                              |
| - Tool - Limp Bizkit - Coheed & Cambria - Skillet - Memphis May Fire - Strange Kids | - Godsmack - Megadeth - Bad Omens - The Hu - Fire from the Gods - Flat Black | - Nu Metal Night - Converge - Attila - Gideon - Dragged Under - Hanabie. - Death Valley Dreams | - Deafheaven - Polaris - Currents - Varials - Tallah - Widow7 |

| Samstag, 7. Oktober                                                      |                                                                            |                                                                                    |                                                                                          |
| Jack Daniel’s Stage                                                      | Shockwave Stage                                                            | Coors Light Stage                                                                  | DWPresents Stage                                                                         |
| - Korn - 311 - Corey Taylor - Fever 333 - Escape the Fate - Fame on Fire | - Turnstile - Parkway Drive - Babymetal - Avatar - Boston Manor - Reddstar | - Dethklok - The Amity Affliction - Sueco - Ten56 - Ithaca - Traitors - Amber Wild | - Polyphia - Sleep Token - Catch Your Breath - Holy Wars - Fox Lake - Luna Aura - Twitch |

| Sonntag, 8. Oktober                                                      | |                                                                                |                                                                                    |
| Jack Daniel’s Stage                                                      | Shockwave Stage                                                                                           | Coors Light Stage                                                              | DWPresents Stage                                                                   |
| - Guns n’ Roses - Rancid - I Prevail - Badflower - Ayron Jones - Wargasm | - Queens of the Stone Age - Dance Gavin Dance - Daughtry - Mayday Parade - Rain City Drive - Austin Meade | - Suicide Silence - Movements - Ryan Oakes - Tigerclub - Redlight King - Asava | - Billy Talent - Call Me Karizma - Jehnny Beth - Devil’s Cut - Gnome - As You Were |

### 2024
Das Festival fand in der Zeit vom 10. – 13. Oktober 2024 statt.
| Donnerstag, 10. Oktober                                                             |                                                                                   |                                                                              |                                                                                   |                                                                                     |
| Jack Daniel’s Stage                                                                 | Shockwave Stage                                                                   | Coors Light Stage                                                            | Soundwave Stage                                                                   | DWPresents Stage                                                                    |
| - Slayer - Lindemann - Ministry - Filter - Hawthorne Heights - Adema - Like a Storm | - Pantera - Halestorm - Cypress Hill - Sevendust - Orgy - Tim Montana - Reach NYC | - Grandson - Fleshwater - Drug Church - Gel - Teen Mortgage - Return to Dust | - Static-X - Biohazard - Better Lovers - The Armed - Jeris Johnson - Stratejacket | - Insane Clown Posse - Ho99o9 - Veil of Maya - Descartes a Kant - Tx2 - Silly Goose |

| Freitag, 11. Oktober                                                                                               | | | | |
| Jack Daniel’s Stage                                                                                                | Shockwave Stage                                                                                          | Coors Light Stage                                                                                   | Soundwave Stage | DWPresents Stage                                                                                           |
| - Slipknot - Evanescence - Dropkick Murphys - Highly Suspect - The Warning - Giovannie and the Hired Guns - Brutus | - Five Finger Death Punch - Rise Against - Architects - Poppy - Lilith Czar - Dead Poet Society - Vended | - Mastodon - Juliette and the Licks - Marky Ramone - Taproot - Soul Glo - British Lion - Budderside | - We Came as Romans - Bayside - Destroy Rebuild Until God Shows - Moonshine Bandits - Hemorage - Capital Theatre - As You Were | - Scars on Broadway - L.S. Dunes - Joey Valence & Brae - The Chisel - Winona Fighter - Local H - Black Map |

| Samstag, 12. Oktober                                                                              |                                                                                              |                                                                                            |                                                                                |                                                                                              |
| Jack Daniel’s Stage                                                                               | Shockwave Stage                                                                              | Coors Light Stage                                                                          | Soundwave Stage                                                                | DWPresents Stage                                                                             |
| - Iron Maiden - Breaking Benjamin - Anthrax - Sleeping with Sirens - P.O.D. - New Years Day - CKY | - Judas Priest - Staind - Clutch - Coal Chamber - Rival Sons - Alien Ant Farm - Jigsaw Youth | - Lorna Shore - Whitechapel - Kublai Khan - Show Me the Body - Ill Niño - Nerv - Lo Spirit | - Tech N9ne - Saosin - Bad Wolves - Any Given Sin - Self Deception - Deadlands | - Body Count - Fugitive - High Vis - Simon Says - Holy Fawn - Damnage - The Funeral Portrait |

| Sonntag, 12. Oktober                                                                         | |                                                                                              |                                                                                               |                                                                                                |
| Jack Daniel’s Stage                                                                          | Shockwave Stage                                                                                              | Coors Light Stage                                                                            | Soundwave Stage                                                                               | DWPresents Stage                                                                               |
| - Mötley Crüe - Falling in Reverse - Skillet - Badflower - Jinjer - Oxymorrons - Point North | - Disturbed - Seether - Nothing More - Eagles of Death Metal - From Ashes to New - Drowning Pool - (hed)p.e. | - Flogging Molly - Pup - Set It Off - Citizen Soldier - Holding Absence - Caskets - Lowlives | - Shadows Fall - Fear Factory - Narrow Head - Slothrust - Blame My Youth - Jager Henry - Gozu | - Tom Morello - Resorte - Touché Amoré - Bob Vylan - Powerman 5000 - Mike’s Dead - Royale Lynn |